# 채융
채융(祭彤, ?~73년)은 후한의 재상이다. 그는 효심으로 유명했으며, 요동현 태수로 약 30년간 재임하며 오환, 선비 등 동이족의 항복을 설득하려고 노력하며 45년에 요동을 침략한 선비족의 기병대 1만여 명을 물리치고 국경의 안전을 확보했다.